# Raimundo II de Tolosa
Raimundo II o Ramón II (fallecido en 924) fue el conde de Tolosa, Nîmes, y Albi. Era el, probablemente mayor, hijo de Odón de Tolosa y Garsenda.
En 886, a la muerte de Bernardo "el Ternero", le sucedió en el título condal en Nîmes y Albi mientras Odón su padre recibía el condado de Tolosa. En 898, su padre le hizo conde de Rouergue. En 906, Odón le dio Rouergue a su hijo menor Ermengol y convirtió a Raimundo en conde asociado de Tolosa. En 918, Odón murió y Tolosa pasó a Raimundo, mientras Rouergue, junto con Nîmes y Albi, pasó a Ermengol. Raimundo también recibió el título de su padre de duque de Septimania. Murió en 924 y dejó sus títulos a su hijo Raimundo Ponce.
Raimundo se casó con Guinidilda, hija de Wifredo II Borrell, conde de Barcelona. Su único hijo fue Raimundo Ponce.